# Canal El Carmen
El canal El Carmen es la continuación del canal San Carlos una vez que atraviesa el río Mapocho. Este canal regaba los fundos "El Salto", "San Ignacio" y "Conchalí" en la década de 1930, todos ellos en el norte de Santiago. Actualmente es una de las fuentes de riego del Parque Metropolitano de Santiago, junto al canal Metropolitano.
Tiene una longitud total de 26,7 km de los cuales 1,7 km esta abovedado y 20,9 km están parcialmente revestidos.
En los primeros meses del 2020, hasta abril del mismo año, la disponibilidad de aguas del canal El Carmen había disminuido en un 87,5%, producto de la Sequía en Chile.